# Hamburger Schule (Popmusik)
Die Hamburger Schule ist eine lose Musikbewegung, die Ende der 1980er Jahre entstand und ihren kommerziellen Höhepunkt Mitte der 1990er erreichte. Sie knüpfte an Traditionen der Neuen Deutschen Welle an und verband sie mit Elementen von Indie-Rock, Punk, Grunge und Pop. Sie war und ist damit ein wichtiger Teil der deutschen Jugendkultur und brachte ein neues Selbstverständnis für den Gebrauch der deutschen Sprache in der Popmusik mit sich. Stilrichtungen der Hamburger Schule werden auch als Diskurspop oder Diskursrock bezeichnet.

## Begriff
Der Begriff „Hamburger Schule“ wurde erstmals 1991 von Hans Nieswandt in einer Rezension der LP Hi! der Hamburger Band Hallelujah Ding Dong Happy Happy! in der Zeitschrift Spex verwendet. Geprägt wurde der Begriff „Hamburger Schule“ von taz-Redakteur Thomas Groß in einem Artikel anlässlich der fast gleichzeitigen Veröffentlichung zweier Alben im Jahr 1992: Cpt. Kirk &. – Reformhölle und Blumfeld – Ich-Maschine. Über die aus München nach Hamburg gezogene Band Milch schrieb Groß in einer Rezension über Hallelujah Ding Dong Happy Happy! und Milch:

„Doch anders als die Hamburger Schule, die – im besten Sinne natürlich – radikales Juvenilsein zum Programm erhoben hat, das mit Lesefrüchten von Adorno bis hin zu Luhmann kredenzt wird, sind die Münchner bei näherem Hinhören eher schlicht kindisch.“

Die mit Adorno angedeutete Ähnlichkeit zur akademischen Frankfurter Schule sollte die Beschäftigung mit Themen beschreiben, für die deutschsprachige Musik bislang nicht bekannt war. Till Huber verdichtete diesen inhaltlichen Aspekt und beschrieb ihn als zentral für die Hamburger Schule.

„Man macht nicht nur einfach Popmusik, sondern bringt deutschsprachige Texte hervor, die alles um sie herum mitreflektierten - Entstehungsbedingungen, gesellschaftspolitisches und lokales Umfeld, die eigene Textualität und den eigenen Status als ästhetisches Produkt.“

Anfangs rein von Hamburger Bands wie Cpt. Kirk &., Kolossale Jugend, Ostzonensuppenwürfelmachenkrebs, Die Erde, Blumfeld, Die Goldenen Zitronen oder Huah! getragen, ist die Hamburger Schule nicht einfach ein „Sammelbecken ähnlich klingender Musik“. Sie zeichnet sich vor allem durch deutschsprachige Texte aus, denen oft ein hoher intellektueller Anspruch zugemessen wird und die umfangreich mit Gesellschaftskritik, linkspolitischer Einstellung und postmodernen Theorien verbunden sind. Dies insbesondere wurde von der Musikpresse wie etwa der Spex als lobenswerte Eigenschaft hervorgehoben.
Im Vordergrund stand aber nicht die deutsche Sprache als solche, denn wie schon bei den frühen Punks in Deutschland wurde diese weniger bewusst gewählt, sondern war ganz natürlich als Muttersprache das Medium für Ausdruck und Inhalt. Von nationalistischen Interpretationen des Singens in deutscher Sprache distanzierten sich die Bands teilweise deutlich, wie Die Sterne im Lied Ich scheiß auf deutsche Texte. Die Homogenität findet sich somit im Hintergrund – in den Einstellungen gegenüber einer „modernen“ Welt – in der Musik – vielleicht auch einer der Gründe, warum vor allem die frühen Bands der Hamburger Schule deren Existenz gerne bestreiten. Die sozialen und insbesondere politischen Kooperationen (einige Bands waren personell verflochten mit den so genannten Wohlfahrtsausschüssen in den 1990ern) unterstützten wiederum den Bewegungsgedanken.

## Geschichte

### Die Anfänge
Ende der 1980er entstand in Hamburg eine deutschsprachige Musikszene, deren Bands aber bis auf Die Antwort keinen Plattenvertrag hatten und nicht veröffentlichten. Erst mit der Gründung des Labels L’age d’or im Oktober 1988 bekam diese Musik eine kommerzielle Plattform. Die Label-Gründer Carol von Rautenkranz und Pascal Fuhlbrügge gaben vielen Bands Verträge und veröffentlichten eine Vielzahl Alben. Großen Anteil an der Hamburger Schule hatte von Beginn an auch Chris von Rautenkranz. Der Bruder von Carol von Rautenkranz produzierte viele L'age-d'or-Bands im Hamburger Tonstudio „Soundgarden“. Ebenfalls großen Einfluss auf das Wirken der Hamburger Schule hatte Alfred Hilsbergs Label What’s So Funny About…. Hier erschienen beispielsweise die ersten Blumfeld-Alben, Die Erde, Cpt. Kirk &. und Mutter aus Berlin. Ein weiteres bedeutendes Label, Buback, wurde 1987 von Ale Dumbsky und Ted Gaier von der Band Die Goldenen Zitronen gegründet.
Bald zählte man auch andere deutschsprachige Bands aus anderen Teilen des Landes zur Hamburger Schule. Es entstand zum Beispiel die „Hamburg-Ostwestfalen/Lippe-Verbindung“: In Bad Salzuflen (Lippe) hatte sich eine eigene Szene deutschsprachiger Musik gebildet, aus der das Label Fast Weltweit entstand. Zu den Gründern gehörten Frank Werner, Frank Spilker (Die Sterne), Michael Girke (Jetzt!), Bernadette La Hengst (Die Braut haut ins Auge) und Jochen Distelmeyer (damals Bienenjäger, später Blumfeld). Die Hamburg-Verbindung entstand durch Bernd Begemann, der, auch aus Bad Salzuflen stammend, als erster nach Hamburg zog, um dort die Band Die Antwort zu gründen. Dadurch traten immer wieder Fast-Weltweit-Bands in Hamburg auf, bis viele der Musiker schließlich selbst nach Hamburg zogen. Weitere Hamburger-Schule-Bands der ersten Generation stammen ebenfalls nicht aus Hamburg, wie Tilman Rossmys Die Regierung aus Essen, die Post-Fun-Punk-Band Das neue Brot aus Emden, Mutter oder die Münsteraner Band Nagorny Karabach.

### Weitere Entwicklung
Mitte der 1990er Jahre wurden insbesondere drei Bands sehr erfolgreich: Blumfeld, Die Sterne und Tocotronic. Durch den Erfolg der Hamburger Schule erlangten auch viele deutschsprachige Gitarrenbands eine höhere Bekanntheit, deren Ansätze in Musik und Text nicht unbedingt mit der Hamburger Schule zu vergleichen waren. Mit der Etablierung einer landesweiten, deutschsprachigen Indiepopszene verlor der Begriff „Hamburger Schule“ allerdings allmählich an Bedeutung. Aus Anlass des neu entstandenen Trends zu deutschsprachiger Musik äußern Tocotronic sich auf ihrer Website wie folgt:

„[…] Die Umstände der Popkultur in Deutschland machen ein Debattenstatement von Tocotronic nötig: „Sehr geehrte Damen und Herren, wie schon an anderer Stelle vermerkt, lehnen wir, die Gruppe Tocotronic, Nationalismus, Deutschtümelei und Heimatduseligkeit seit Anbeginn aller Zeiten ab. Umso erstaunter sind wir nun, dass schon zum zweiten Mal in unsrer bewegten Karriere der Versuch unternommen wird, deutsche Musik zu nationalisieren und eine Quote für hiesige Produktionen im Rundfunk einzurichten. Gerechtfertigt wird dies mit zweifelhaften wirtschaftlichen Argumenten. Wohin die Reise geht ist völlig klar: Wir sind wir, auferstanden aus Ruinen und fühlen uns deutsch und sexy und haben es satt uns im eigenen Land ständig marginalisiert zu fühlen, wir werden förmlich überschwemmt von der angloamerikanischen Kulturindustrie, es gibt doch eine coole, heimatverbundene deutsche Musikszene, der geholfen werden muss und pi, pa und po. Wir sagen ganz deutlich, wie so oft in unserem Leben: Wir sind dagegen! Und fragen: Lebt denn der alte Holzmichl noch? Mit herzlichem Gruss, Tocotronic“ […]“

Schon 1992 brachte es Tom Liwa mit seiner Band Flowerpornoes im Song Titelstory gegen ganzseitige Anzeige auf den Punkt: „He Alter, hättste nicht gedacht – dieses Bild in der Zeitung, wo gibt's denn sowas: Fünf Jahre nach mir und drei Jahre nach Blumfeld kaufen sie alles ein, was deutsch singt und laut genug lügen kann. Und viele von denen sind besser als wir es je warn.“ Tocotronic setzten sich 1995 in ihrem Song Ich bin neu in der Hamburger Schule „augenzwinkernd“ mit dem Begriff und der Zuordnung der Band zu diesem Genre auseinander.
Weitere Künstler, die der Hamburger Schule zugeordnet werden, sind: etwa die Lassie Singers, Mutter, Kante, Rocko Schamoni, Nationalgalerie, Selig oder auch die Mobylettes. Allerdings muss hier festgestellt werden, dass die Bandbreite der musikalischen Inhalte mit der Zeit derart zunahm, dass von einem einheitlichen Musikstil kaum mehr gesprochen werden kann. Interessant ist, dass sich einige Bands der Hamburger Schule vor allem in der Schweiz und in Österreich (dort vor allem durch den öffentlich-rechtlichen Radiosender FM4) etablieren konnten und deren eigenen Musikstil beeinflusst haben (Gruppen wie Heinz oder Die Aeronauten unterstreichen das).

### Wirkung
Bereits Ende der 1990er kam es zu einer neuen Welle deutscher Gitarrenmusik mit intellektuellem Anspruch, die für manche Hörer eine Ähnlichkeit zur Hamburger Schule aufwies: Eine neue Generation von Musikern, die sich erkennbar an deren Tradition orientierte und sich durch eine höhere musikalische Homogenität (Gitarrenpop mit Punk-Anleihen) auszeichnet. Zu dieser neuen Generation gehören zum Beispiel Spillsbury, Kettcar, Klee, Erdmöbel, Kajak, Justin Balk, Virginia Jetzt!, Astra Kid, Anajo, Fotos, fernlicht, Senore Matze Rossi, Superpunk oder Tomte.
Aber auch auf die massentaugliche Popmusik übte die Hamburger Schule noch lange großen Einfluss aus. Die in Hamburg gegründete Band Wir sind Helden ist ein Beispiel dafür.
Im September 2002 gründeten Thees Uhlmann von Tomte sowie Marcus Wiebusch und Reimer Bustorff von Kettcar in Hamburg zusammen das Label Grand Hotel van Cleef, das sich wie auch L’age d’or besonders auf die regionale Szene achtet.
Daneben gibt es auch viele neue kleine Labels und Bands. Ein jährliches Treffen ist das Immergut Festival bei Neustrelitz in Mecklenburg-Vorpommern.

## Liste von Interpreten der Hamburger Schule
Diese Liste umfasst Musikgruppen und Solokünstler der Hamburger Schule und aus deren Umfeld. Der zeitliche Fokus liegt dabei hauptsächlich zwischen Ende der 1980er Jahre und Mitte der 1990er Jahre. Darunter sind auch Bands und Solo-Musiker, die schon vor Entstehung der Musikbewegung in den 1980er Jahren aktiv waren und als deren Wegbereiter (z. B. Kolossale Jugend oder Cpt. Kirk &.) und Vorläufer (z. B. Die Goldenen Zitronen) gelten.
- Arne Zank
- Bernd Begemann
- Blumfeld
- Brüllen
- Concord
- Cpt. Kirk &.
- Das Neue Brot
- Der Schwarze Kanal
- Die Braut haut ins Auge
- Die Erde
- Die Fünf Freunde
- Die Goldenen Zitronen
- Die Regierung
- Die Sterne
- Egoexpress
- Hallelujah Ding Dong Happy Happy!
- Hans Platzgumer
- Huah!
- JaKönigJa
- Kissin Cousins
- Knarf Rellöm
- Kolossale Jugend
- Lassie Singers
- Licht
- Mastino
- Milch
- Ostzonensuppenwürfelmachenkrebs
- Pascal Fuhlbrügge
- Popken
- Rocko Schamoni
- Sand11
- Schorsch Kamerun
- Stella
- Tilman Rossmy
- Tocotronic
- Vincent's Price
- We Smile
- Workshop

## Hörspiele
Das Hörspiel Abgesang auf Leo G. mit Tom Wlaschiha widmete sich 2003 ebenfalls der Lebenswelt der Hamburger Schule.
Das dokufiktionale Hörspiel Bad Salzuflen weltweit beschäftigt sich mit der Hamburg-Ostwestfalen/Lippe-Verbindung, indem es einen Fan auf Spurensuche in Bad Salzuflen schickt.

## Dokumentarfilm
- Die Hamburger Schule – Musikszene zwischen Pop und Politik – Anspruch und Widerspruch. NDR-Dokumentation von Natascha Geier, 2024, Zweiteiler, jeweils 30 Minuten, u. a. mit Rocko Schamoni, Dirk von Lowtzow und Jan Müller, beide Tocotronic, Bernadette La Hengst, Die Braut haut ins Auge, Frank Spilker, Die Sterne, Rebecca „Nixe“ Walsh, Huah!, Mobylettes, Christiane Rösinger, Lassie Singers, Daniel Richter, Schorsch Kamerun und Ted Gaier, Die Goldenen Zitronen.[9][10]